# Liste des édifices labellisés « Patrimoine du XXe siècle » dans le département du Nord
Cet article recense les monuments historiques protégés au titre du Patrimoine du XXe siècle dans le département du Nord, en France.

## Liste
Au 31 décembre 2014, le Nord compte cinq immeubles protégés du patrimoine du XXe siècle.
| Monument                                                                               | Commune            | Adresse                   | Coordonnées                      | Notice         | Protection | Date | Illustration                                                                           |
| -------------------------------------------------------------------------------------- | ------------------ | ------------------------- | -------------------------------- | -------------- | ---------- | ---- | -------------------------------------------------------------------------------------- |
| Groupe scolaire des Remparts                                                           | Condé-sur-l'Escaut | boulevard des Ecoles      | 50° 26′ 58″ nord, 3° 35′ 19″ est | « EA59000001 » |            | 2006 | Image manquante Téléverser                                                             |
| Villa Les Disques                                                                      | Dunkerque          | 8 rue Martin-Luther-King  | 51° 02′ 14″ nord, 2° 23′ 33″ est | « PA59000195 » | Inscrit    | 2016 | Villa Les Disques                                                                      |
| Centre hospitalier régional universitaire de Lille                                     | Lille              | 2 avenue Oscar-Lambret    | 50° 36′ 33″ nord, 3° 02′ 05″ est | « EA59141205 » |            | 2004 | Image manquante Téléverser                                                             |
| Chambre de Commerce et d'Industrie                                                     | Lille              | Place du Théâtre          | 50° 38′ 16″ nord, 3° 03′ 51″ est | « PA59000191 » | Classé     | 2016 | Chambre de Commerce et d'Industrie                                                     |
| Poissonnerie « À l'Huîtrière »                                                         | Lille              | 3-7, rue des Chats-Bossus | 50° 38′ 22″ nord, 3° 03′ 50″ est | « PA59000192 » | Inscrit    | 2015 | Poissonnerie « À l'Huîtrière »                                                         |
| Maison                                                                                 | Roubaix            | 42 avenue Anatole-France  | 50° 40′ 37″ nord, 3° 10′ 12″ est | « PA59000193 » | Inscrit    | 2015 | Maison                                                                                 |
| Stade vélodrome André Pétrieux                                                         | Roubaix            | rue Alexandre Fleming     | 50° 40′ 48″ nord, 3° 12′ 19″ est | « EA59141206 » |            | 2005 | Image manquante Téléverser                                                             |
| Bains municipaux aujourd’hui « La Piscine », musée d’art et d’industrie André Diligent | Roubaix            | 23 rue de l’Espérance     | 50° 41′ 33″ nord, 3° 10′ 03″ est | « EA59000002 » |            | 2015 | Bains municipaux aujourd’hui « La Piscine », musée d’art et d’industrie André Diligent |
| Monument de la Victoire                                                                | Tourcoing          | place de la Victoire      | 50° 43′ 03″ nord, 3° 09′ 30″ est | « PA59000143 » | Inscrit    | 2009 | Monument de la Victoire                                                                |